# Pherotesia maculiplaga
Pherotesia maculiplaga là một loài bướm đêm trong họ Geometridae.